# Соловцов Валерій Михайлович
Соловцов Валерій Михайлович (рос. Соловцов, Валерий Михайлович (1904-1977) — радянський актор і режисер. Заслужений діяч мистецтв РРФСР (1964). Лауреат двох Сталінських премій (1941, 1943). Член ВКП (б) з 1939 року.

## Біографія
Народився 28 січня 1904 року в селі Данилівка Псковської губернії. У 1926 році закінчив Інститут екранного мистецтва в Ленінграді. Під час навчання почав зніматися в кіно. З 1924 року актор студії Ф. М. Ермлера. З 1937 року працював у документальному кіно. З 1967 року був на адміністративній роботі (очолював ЛСДФ). Помер 29 листопада 1977 року в Ленінграді, похований на Південному кладовищі.
Донька — режисер Соловцова Марія Валеріївна.

## Нагороди
- Сталінська премія другого ступеня (1941) — за фільм «Лінія Маннергейма» (1940)
- Сталінська премія першого ступеня (1943) — за фільм «Ленінград у боротьбі» (1942)
- заслужений діяч мистецтв РРФСР (1964).
- орден Вітчизняної війни I ступеня (24.02.1945)
- орден Червоної Зірки (14.04.1944)
- медаль «За оборону Ленінграда»

## Фільмографія

### Режисерські роботи
- 1940 — Лінія Маннергейма
- 1942 — Мсті, боєць !
- 1943 — Ленінград у боротьбі
- 1944 — велика перемога під Ленінградом (з Н. Комарцевим і п. Палеєм)
- 1953 — на зимовому стадіоні
- 1954 — Подвиг Ленінграда (з Є. Ю. Учителем)
- 1955 — перебування англійських кораблів в Ленінграді
- 1962 — однополчани
- 1965 — 900 незабутніх днів

### Сценарії до фільмів
- 1943 — Ленінград у боротьбі

### Акторські роботи
- 1924 — Червоні Партизани
- 1926 — діти бурі — Бистров
- 1926 — «Катька — паперовий ранет» — Сьомка джгут
- 1927 — «Будинок в заметах» — спекулянт
- 1927 — «Паризький швець» — Андрій
- 1928 — «Два броньовики» — матрос
- 1929 — «Заколот» — Вінчецький
- 1929 — «Уламок імперії» — культпрацівник
- 1932 — «Серце Соломона» — голова комуни
- 1934 — «Секрет фірми» — секретар укома
- 1935 — «Три товариші» — Губенко
- 1935 — «Скарб загиблого корабля» — слідчий
- 1936 — «Воротар» — Бухвостов, капітан футбольної команди «Гідраер»
- 1937 — «Волочаєвські дні» — епізод